# Hipponix grayanus
Hipponix grayanus is een slakkensoort uit de familie van de Hipponicidae. De wetenschappelijke naam van de soort is voor het eerst geldig gepubliceerd in 1853 door Menke.